# Friedrich Wilhelm Rembert von Berg
Friedrich Wilhelm Rembert Grafvon Berg (alemán: Friedrich Wilhelm Rembert von Berg; ruso: Fiódor Fiódorovich Berg, romanizado: Fyodor Fyodorovich Berg; 26 de mayo [o.s. 15 de mayo] de 1794 - 18 de enero [o.s. 6 de enero] de 1874) fue un noble, estadista, diplomático y general ruso de ascendencia alemana báltica. Berg fue conde del Imperio austríaco y del Gran Ducado de Finlandia. También fue la quinta persona en la historia del Imperio ruso en ascender al rango de general-mariscal de campo. Fue gobernador general de Finlandia de 1854 a 1861 y último virrey del Reino de Polonia de 1863 a 1874.
Berg destacó sobre todo por su papel como virrey de Finlandia y Polonia. Dirigió los esfuerzos militares rusos durante la Guerra de  Åland, un teatro de operaciones menor de la Guerra de Crimea, y también desempeñó un papel crucial en la represión del Levantamiento de Enero de 1863 en Polonia. Durante el levantamiento, los polacos llevaron a cabo numerosos intentos fallidos de asesinato contra él, lo que llevó a que se declarara la ley marcial en Polonia. Berg también se encargó de mejorar la economía y la industria de Finlandia y Polonia durante su mandato como virrey. Como alemán, Berg nunca fue partidario de las políticas de rusificación introducidas en Polonia y se opuso a la ideología paneslavista de los rusos, mostrándose partidario de la política exterior de Alemania. Fuera de su carrera militar, Berg también fue topógrafo y geodesta, y fue uno de los miembros fundadores de la Sociedad Geográfica Rusa. Murió en San Petersburgo en 1874 y fue enterrado en su finca familiar de Korten, en Livonia (actualmente Pilskalns, Letonia).

## Biografía

### Origen

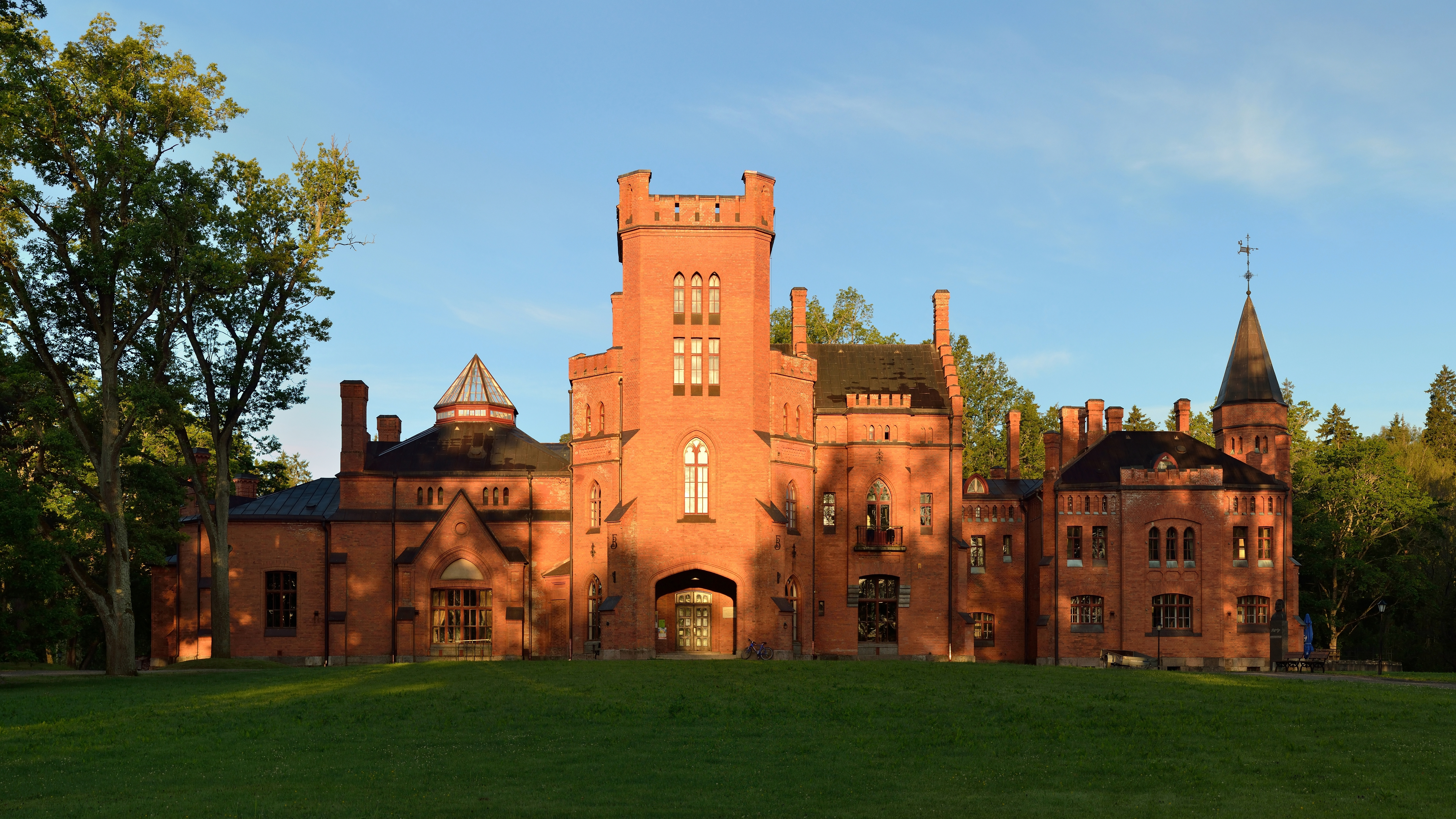
La castillo de Sangaste, donde el conde von Berg y sus hermanos pasaron su infancia. El edificio neogótico actual fue construido después de la muerte del conde von Berg por su sobrino Friedrich Berg.

Friedrich Wilhelm Rembert von Berg nació el 15 de mayo de 1794 en la finca familiar de la pequeña localidad de Sagnitz, en el distrito de Dorpat de la gobernación de Livonia. Su padre, Friedrich Georg von Berg (1763-1811), era consejero de Estado, y su madre, Gertruda Wilhelmine von Ermes (1774-1844), era una joven noble. El menor de los Friedrich era primo hermano de los generales Gregor (1765-1838) y Burchard Magnus von Berg (1764-1838), quienes sirvieron en el ejército imperial ruso durante las guerras napoleónicas. Los genealogistas aún debaten el origen de la noble familia Berg de Livonia; muchos especulan que proceden de Westfalia. El primer antepasado conocido de la familia que apareció en Livonia fue Otto von Berg. Su hijo, que también se llamaba Otto, era vasallo de la caballería livona.
Friedrich pertenecía a la rama Sagnitz de la línea Luist de la familia. La línea Luist fue formada por el capitán Gustav von Berg (1656-1715), y la rama Sagnitz, más dividida, por el abuelo de Friedrich, el comandante Gotthard Ernst von Berg (1714-1766).

### Primeros años
Berg y sus hermanos pasaron su infancia en el castillo de Sagnitz y fueron educados en casa por el joven Friedrich Georg Wilhelm Struve .  Fue criado como luterano.  Después de terminar su educación en casa, estudió en el Gimnasio de Tartu en Dorpat. Berg, que en un principio no buscaba una carrera militar como tradición familiar, se inscribió en la Facultad de Filosofía de la Universidad Imperial de Dorpat en 1810.  Pero después de que Napoleón invadiera Rusia en 1812, Berg abandonó la universidad y se unió voluntariamente al Ejército Imperial Ruso. Entró en el ejército como Fahnenjunker y se alistó en el 6º Regimiento de Infantería de Libau, que estaba estacionado en la parte noroeste de Rusia para defenderse de Napoleón. La valentía de Berg durante la guerra de 1812 le valió el grado de teniente de manos de Alejandro I personalmente. También fue nombrado segundo de intendencia debido a su alta educación y a ser políglota entre los soldados rusos de la época.
Tras la expulsión de Napoleón de Rusia, Berg fue transferido a una unidad partisana bajo el mando del barón von Tettenborn y Pavel Kutuzov y participó en acciones en Alemania, incluida la batalla de Leipzig .

### Familia
Berg nació como el hijo mayor de una familia con tres hermanos, entre ellos su hermano menor Gustav «Astaf» Gotthard Karl von Berg, propietario de la mansión de Alt-Ottenhof. Su otro hermano, Alexander, fue diplomático y cónsul en Nápoles y Londres. El conde von Berg se casó tarde. En 1839, tras una larga relación con la baronesa de Sassè, se casó con Leopoldina Cicogna-Mozzoni (1786-1874), una rica aristócrata milanesa viuda del político italiano Alessandro Annoni, con la que no tuvo hijos. Sin embargo, tras la muerte de su hermano Gustav en 1861, Friedrich adoptó a sus sobrinos huérfanos y se hizo cargo de ellos:
- Friedrich Georg Magnus Graf von Berg (1845-1938)
- Alexander Rembert Joachim Graf von Berg (1847-1893)
- Georg Erich Rembert Graf von Berg (1849-1920)
- Emilie Wilhelmine "Minni" Anna Marie Ulrike Pauline Gräfin von Berg (1852-1945)

Como su matrimonio no tuvo descendencia, sus títulos condales austríacos y finlandeses fueron heredados por sus sobrinos/hijos adoptivos.

## Honores y premios

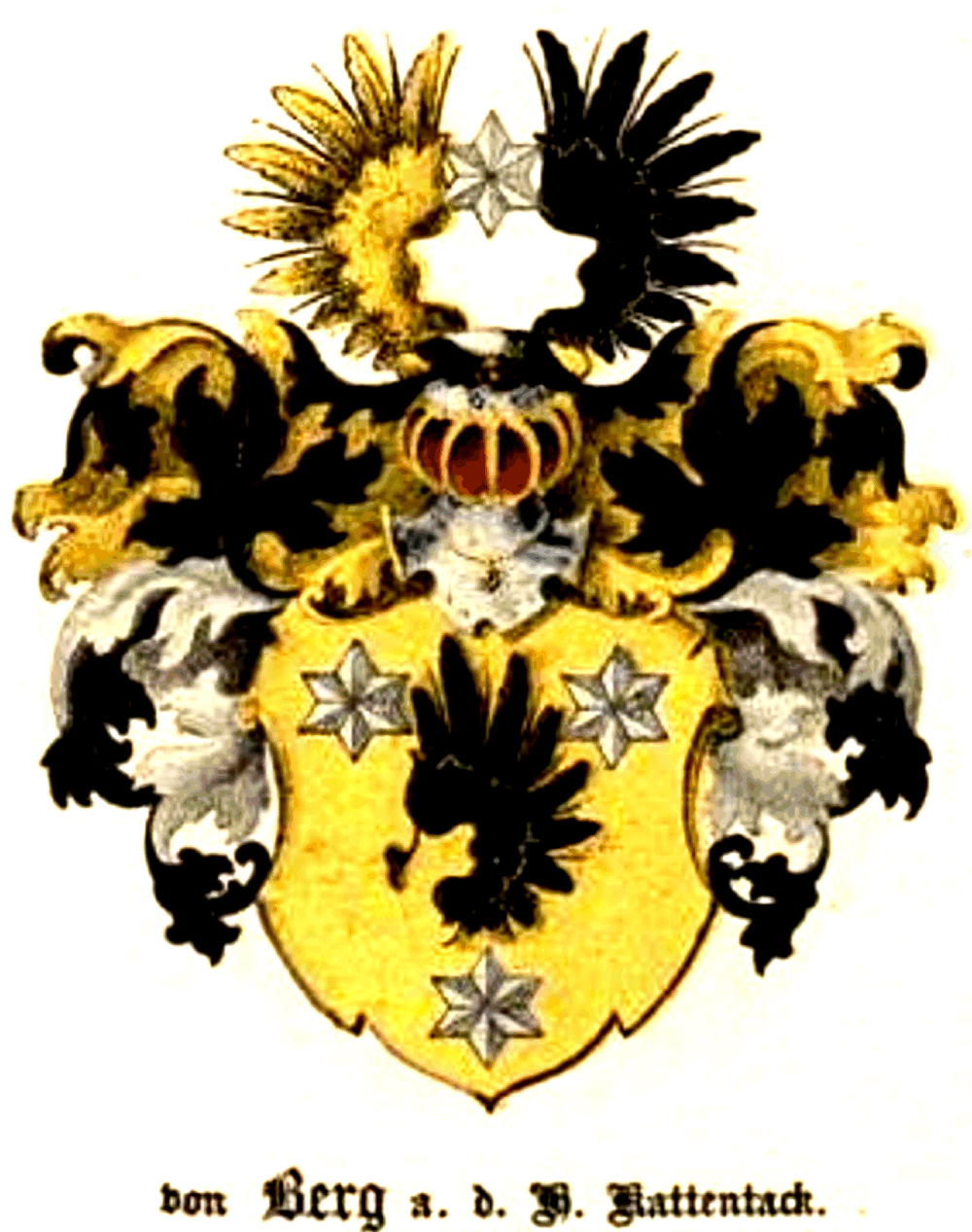
Escudo de armas de la familia Berg, que perteneció a los Uradel, en el libro Baltic Coat of Arms, de Carl Arvid von Klingspor, de 1882.

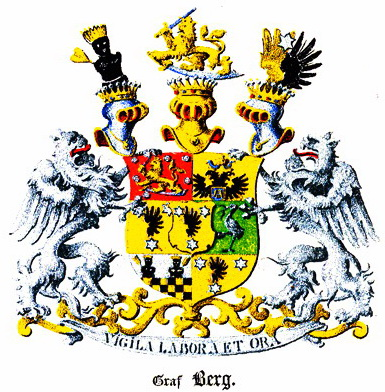
Escudo de armas de los condes de la familia de 1856, en el libro de escudos de armas del Báltico de Carl Arvid Klingspor en 1882.

### Rusia
- Order of St. Anna, 3ª clase (1813)
- Orden de San Vladimiro, 4ª clase con un arco (1813)
- Orden de Santa Ana, 1ª clase con la Corona Imperial (1828, Corona Imperial en 1831)
- Orden de San Jorge, 3ª clase (25.6.181829)
- Orden de San Vladimiro, 2ª clase (1829)
- Orden de las Virtudes Militares, Cruz de Comendador por distinción militar (1831)
- Orden del Águila Blanca (1833)
- Orden de San Alejandro Nevski (1838, signos de diamantes en 1845)
- Orden de San Vladimiro, 1ª clase (1848)
- Espada de Oro al Valor con diamantes y la inscripción «Por una campaña en Hungría en 1849»
- Orden de San Andrés con espadas y signos de diamantes (7.08.1855, signos de diamantes en 11.8.1861)

### Extranjero
- Reino de Prusia:
  -  Pour le Mérite con la Corona de Oro (1813, Corona de Oro en 1864)
  -  Orden del Águila Roja, 1ª clase (1835)
  -  Orden del Águila Negra con marcas de diamantes (1845, marcas de diamantes en 1865)
- : Países Bajos
  -  Orden del León de los Países Bajos, Gran Cruz (1849)
- :Hungría
  -  Orden de San Esteban de Hungría, Nagykereszt (1849)
- :Suecia
  -  Orden de los Serafines con marcas de diamantes (1859, marcas de diamantes el 17.8.1860)
- :Grecia
  -  Orden del Redentor, Gran Cruz (1868)

## Publicaciones
- Le feldmaréchal-comte Berg, namiestnik dans le royaume de Pologne. Nota biográfica. Varsovia 1872 - Autobiografía

## Citas
1. ↑  Grevliga ätten nr 11 BERG  (enlace roto disponible en este archivo). – Finnish House of Nobility
2. ↑  Governors-general of Finland
3. ↑  Haltzel, Michael H.; Lundin, C. Leonard; Plakans, Andrejs; Raun, Toivo U. (1981). Russification in the Baltic Provinces and Finland, 1855-1914. Princeton University Press. JSTOR j.ctt7zv75v.
4. ↑  Stackelberg, 1930, pp. 660.
5. 1 2  Stackelberg, 1930, pp. 659.
6. 1 2  Stackelberg, 1930, pp. 661.
7. ↑  Stackelberg, 1930, pp. 654-655.
8. ↑  Stolberg-Wernigerode, 1955, pp. 73.
9. 1 2 3 4  Stackelberg, 1930, pp. 662.
10. 1 2  Klingspor, 1882, p. 10.

### Obras citadas
- Stackelberg, Otto Magnus (1930). «Genealogische Handbuch der baltischen Ritterschaften, Teil Estland, Band I, Seite 654-662 (Genealogical Handbook of the Baltic Knighthood, Part Estonia, Volume I, page 654-662)». personen.digitale-sammlungen.de (en alemán). Starke Verlag, Görlitz.
- Klingspor, Carl Arvid (1882). «Baltisches Wappenbuch Wappen sämmtlicher, den Ritterschaften von Livland, Estland, Kurland und Oesel zugehörigen Adelsgeschlechter, Seite 10 (The coat of arms of the coat of arms is the coat of arms belonging to the knighthoods of Livonia, Estonia, Courland and Oesel, page 10)». personen.digitale-sammlungen.de (en alemán). Stockholm.
- «Deutschbaltisches Biographisches Lexikon, Seite 49-52 (Baltic German Biographical Dictionary, page 49-52)». bbld.de (en alemán). Buchhandlung v. Hirschheydt, Wedemark. 1998.
- «Военная энциклопедия, страница 478 (Military Encyclopaedia, page 478)». ru.m.wikisource.org (en ruso). Sytin, Moscow. 1911–1915.
- Stolberg-Wernigerode, Otto zu (1955). «Neue deutsche Biographie, Band: 2, Behaim - Bürkel, seite 73-74 (New German Biography, Volume: 2, page 73-74)». daten.digitale-sammlungen.de (en alemán). Duncker & Humblot, Berlin.